# Stuurstandrijtuig

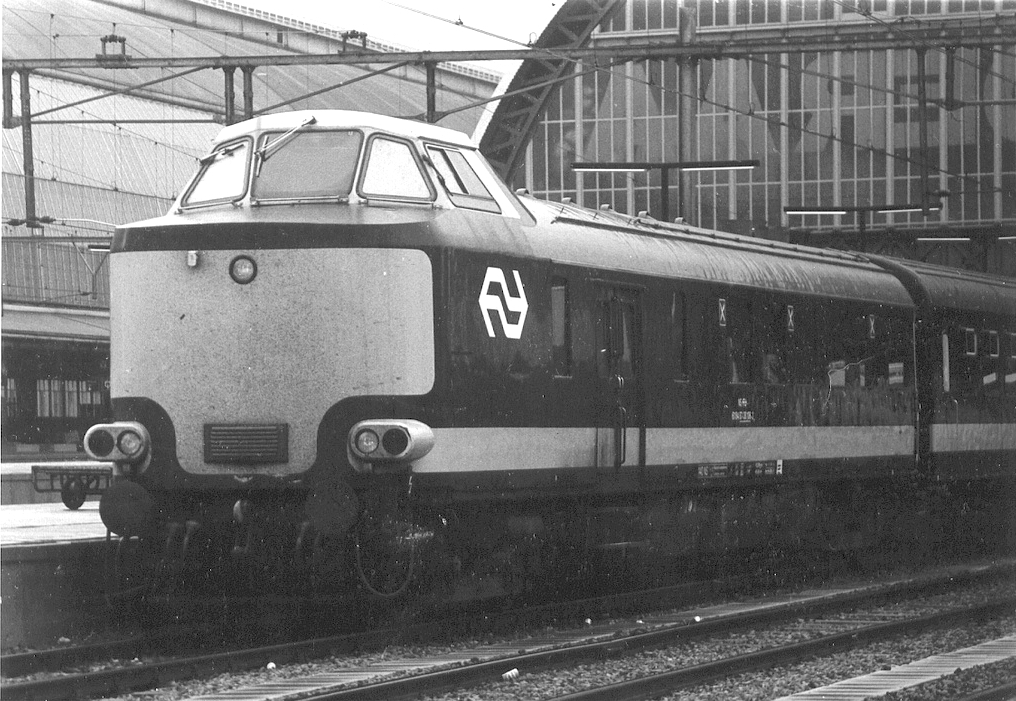
Een tot stuurstandrijtuig verbouwd Plan D-rijtuig in de Beneluxtrein.

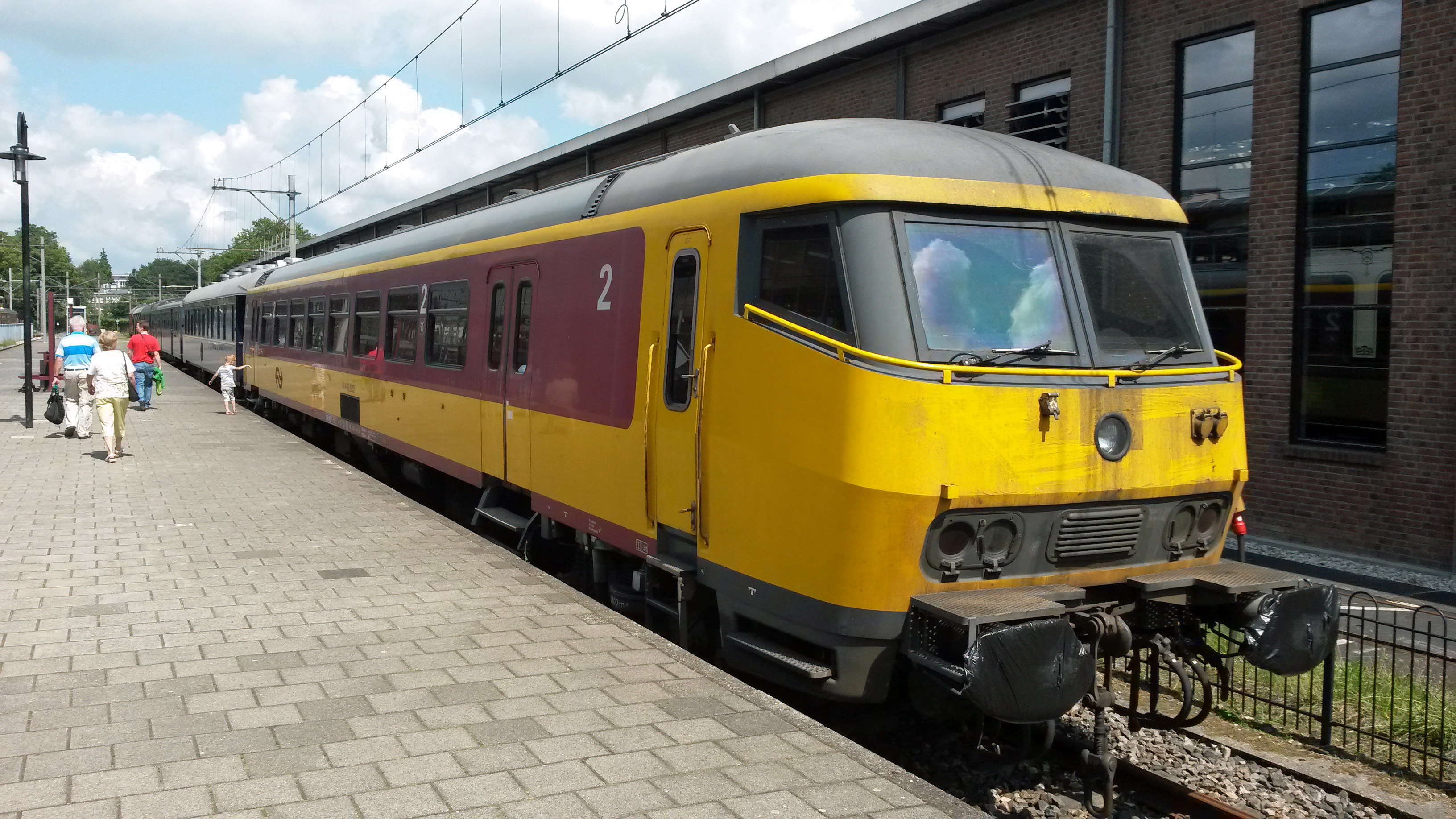
Benelux-stuurstandrijtuig. In 2010 zijn de stuurstandrijtuigen buiten dienst gesteld en vervolgens gesloopt. Eén rijtuig is bewaard gebleven in het Nederlands Spoorwegmuseum.

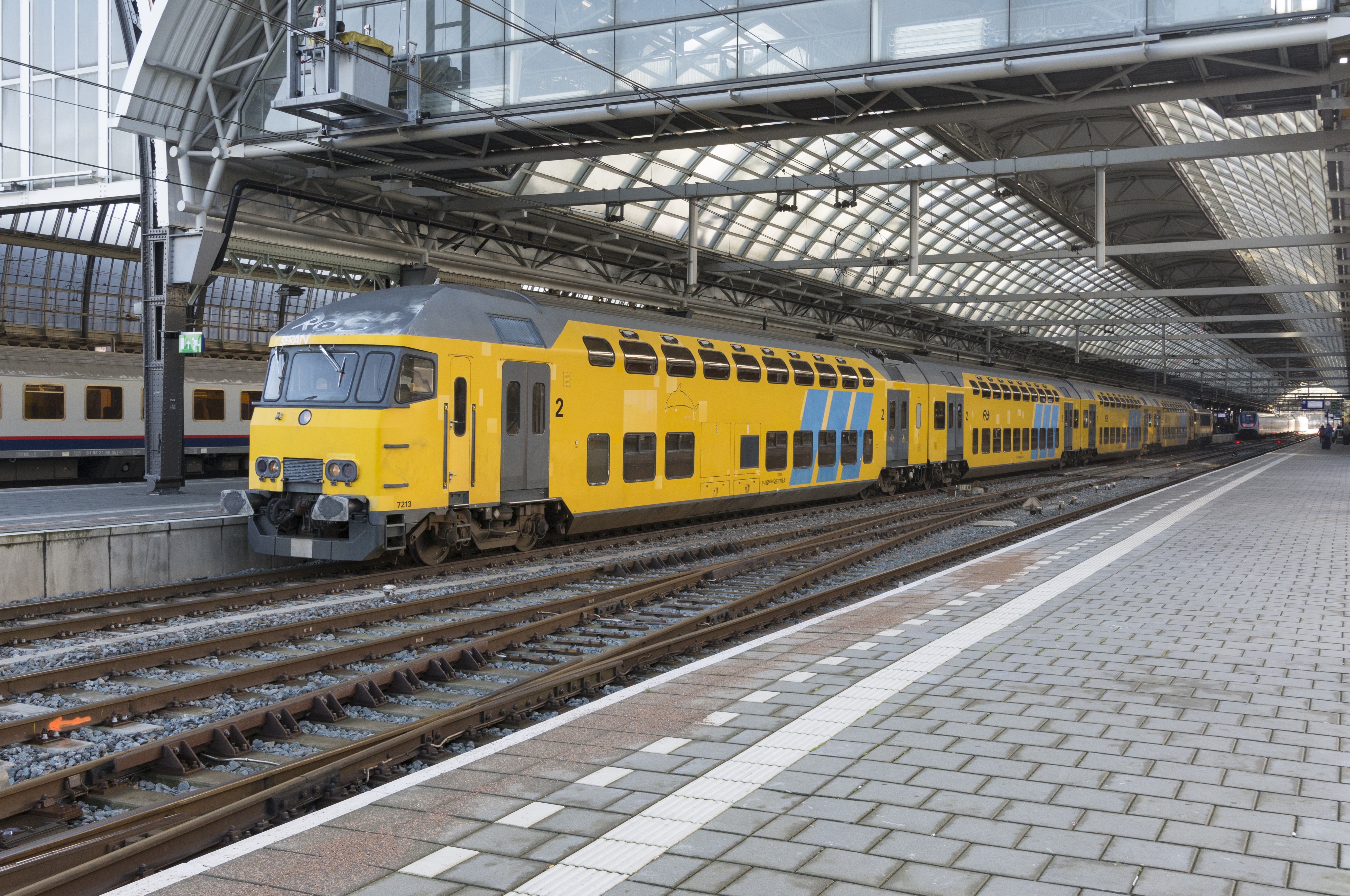
Stuurstandrijtuig van het type DDM.

Een stuurstandrijtuig (of stuurrijtuig) is een rijtuig dat aan één uiteinde van een stuurstand voorzien is. 
Vanuit deze stuurstand kan de machinist de locomotief of het motorrijtuig op afstand bedienen. Om de hiervoor benodigde elektrische signalen over te brengen, moeten alle rijtuigen tussen de locomotief en het stuurstandrijtuig voorzien zijn van stuurstroomkabels. Het rijtuig aan de kant van de stuurstand is voorzien van de voorgeschreven frontseinen, naast de bij alle rijtuigen aanwezige sluitseinen, en een hoorn. Verder is er trek-en-stoot-werk aanwezig. 
Het voordeel van een stuurstandrijtuig is dat de locomotief bij het eindpunt niet naar de andere kant van de trein gerangeerd hoeft te worden. Slechts de machinist loopt naar de andere zijde van de trein. Een trein die is samengesteld uit een locomotief, een stuurstandrijtuig en (meestal) gewone rijtuigen heet een trek-duwtrein.

## Nederland
Bij de NS werden vanaf 1974 acht stuurstandrijtuigen ingezet in de Beneluxtrein. Deze waren verbouwd uit restauratierijtuigen (WRD) type Plan D en deden dienst tot 1986.
Vanaf 1986 tot 2010 reden er elf stuurstandrijtuigen type ICR in de Beneluxtrein en van 2003 tot 2015 tien 32 stuurstandrijtuigen type ICRm in de binnenlandse Intercitytreinen. Deze rijtuigen werden daarna ingezet op de diensten op de HSL-Zuid waarbij de stuurstand niet meer wordt gebruikt.
Tussen 1985 en 2019 werden er 13 stuurstandrijtuigen ingezet in dubbeldekstreinen van het type DDM. Van 1991 tot 2019 reden er 79 stuurstandrijtuigen type DD-AR, hiervan werden er 50 vanaf 2011 verbouwd tot type DDZ.

## België
Bij de NMBS worden stuurstandrijtuigen stuurrijtuigen genoemd en worden type M4, M5 en I11 gebruikt. In 2006 werd het eerste M6 stuurrijtuig geleverd door Bombardier. Vanaf najaar 2007 kwamen deze in reguliere dienst.
Een stuurrijtuig wordt aangeduid met een x en een bagageruimte met een D. Zo is een stuurrijtuig met plaatsen eerste klas en een bagageruimte (M4) een ADx, met plaatsen tweede klas met bagageruimte (M5) een BDx en zonder bagageruimte (M6) een Bx. Een trein die bestaat uit M6 Bx + M6 + een locomotief type 27 die uitgerust is met een GF-koppeling, wordt gezien als een treinstel. Deze samenstelling wordt vanaf 9 december 2009 standaard gebruikt op de IC-E-verbinding.

## Afbeeldingen

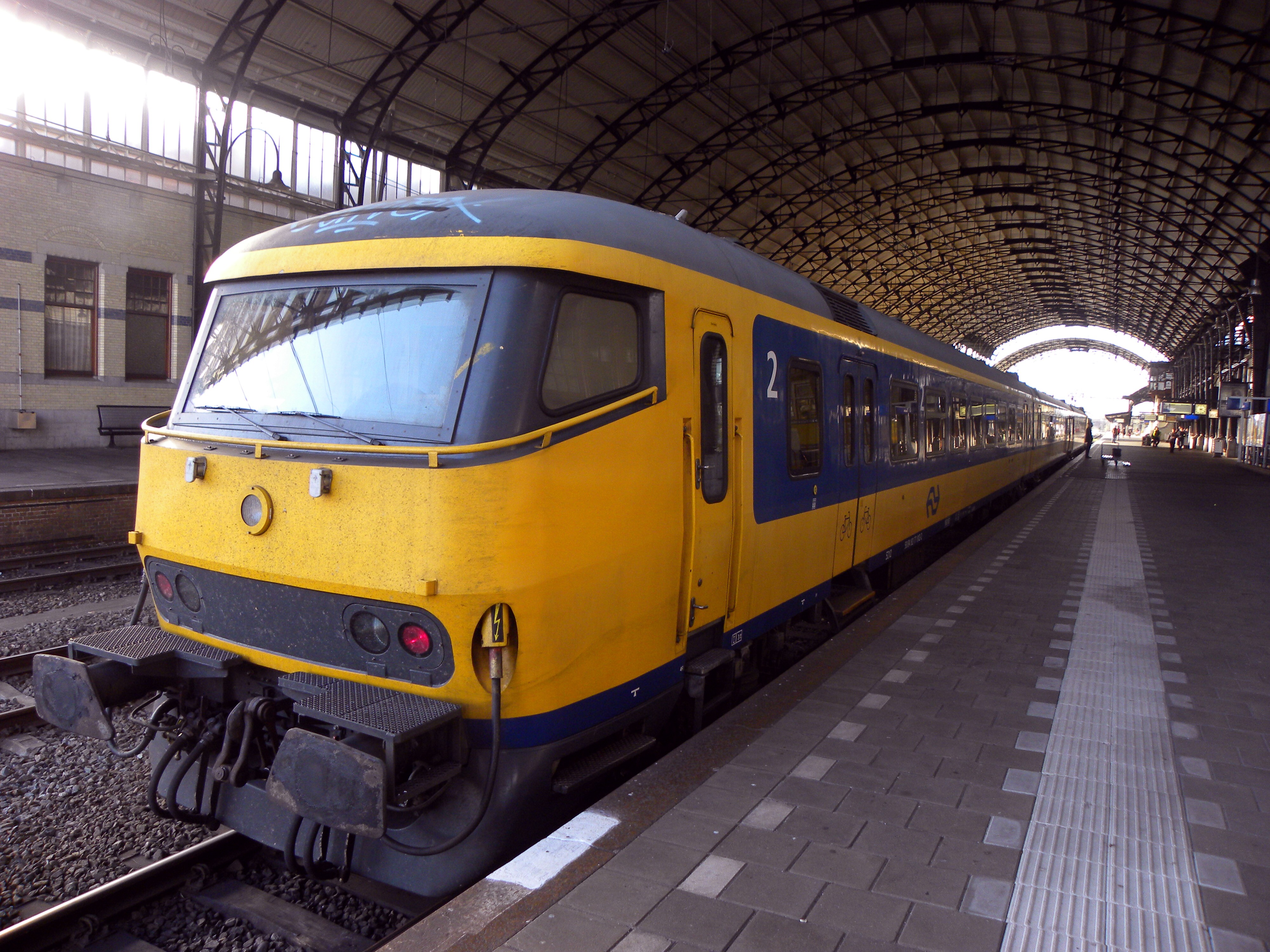
Stuurstandrijtuig van het type ICRm.
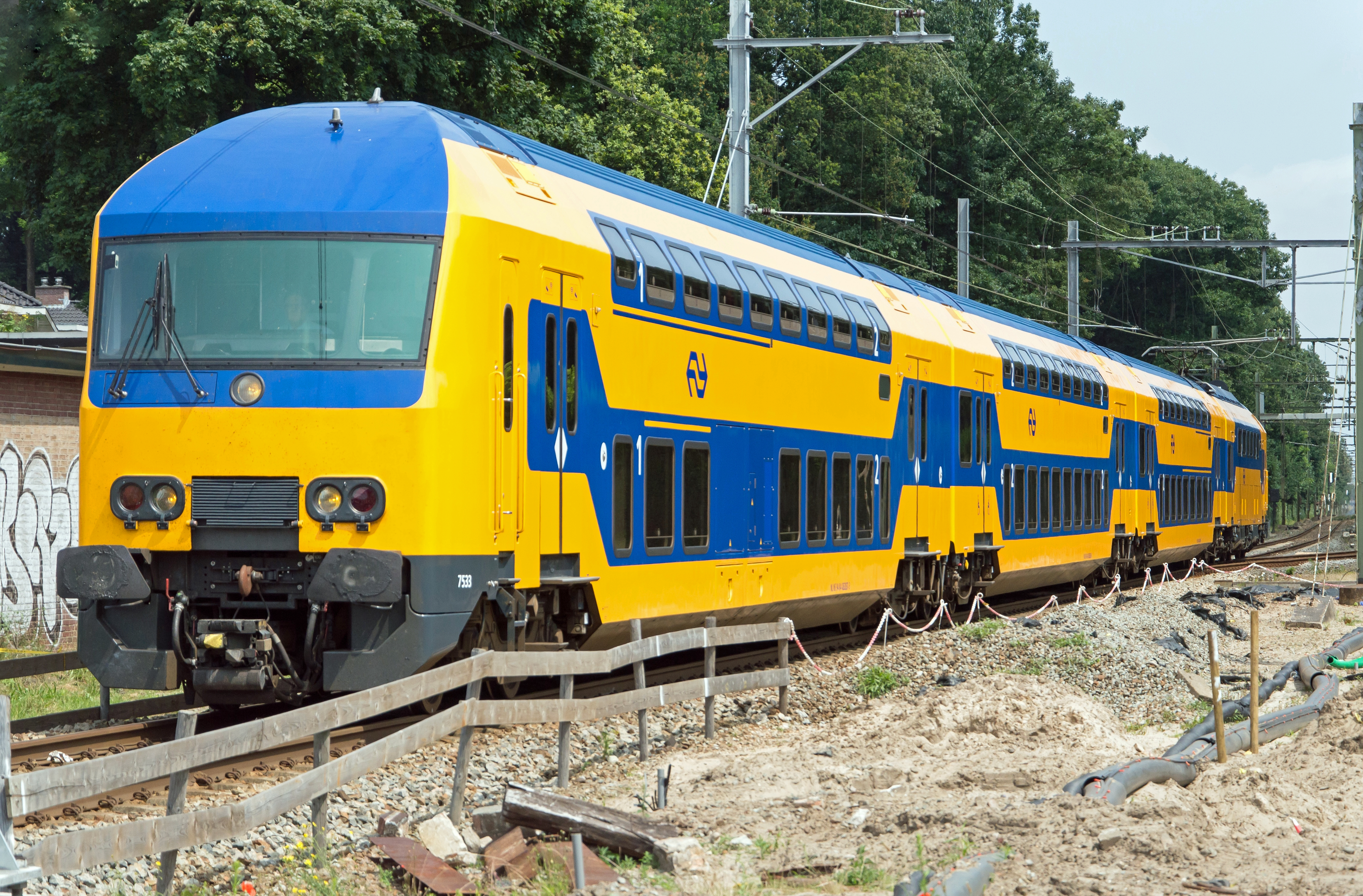
Stuurstandrijtuig van het type DDZ.
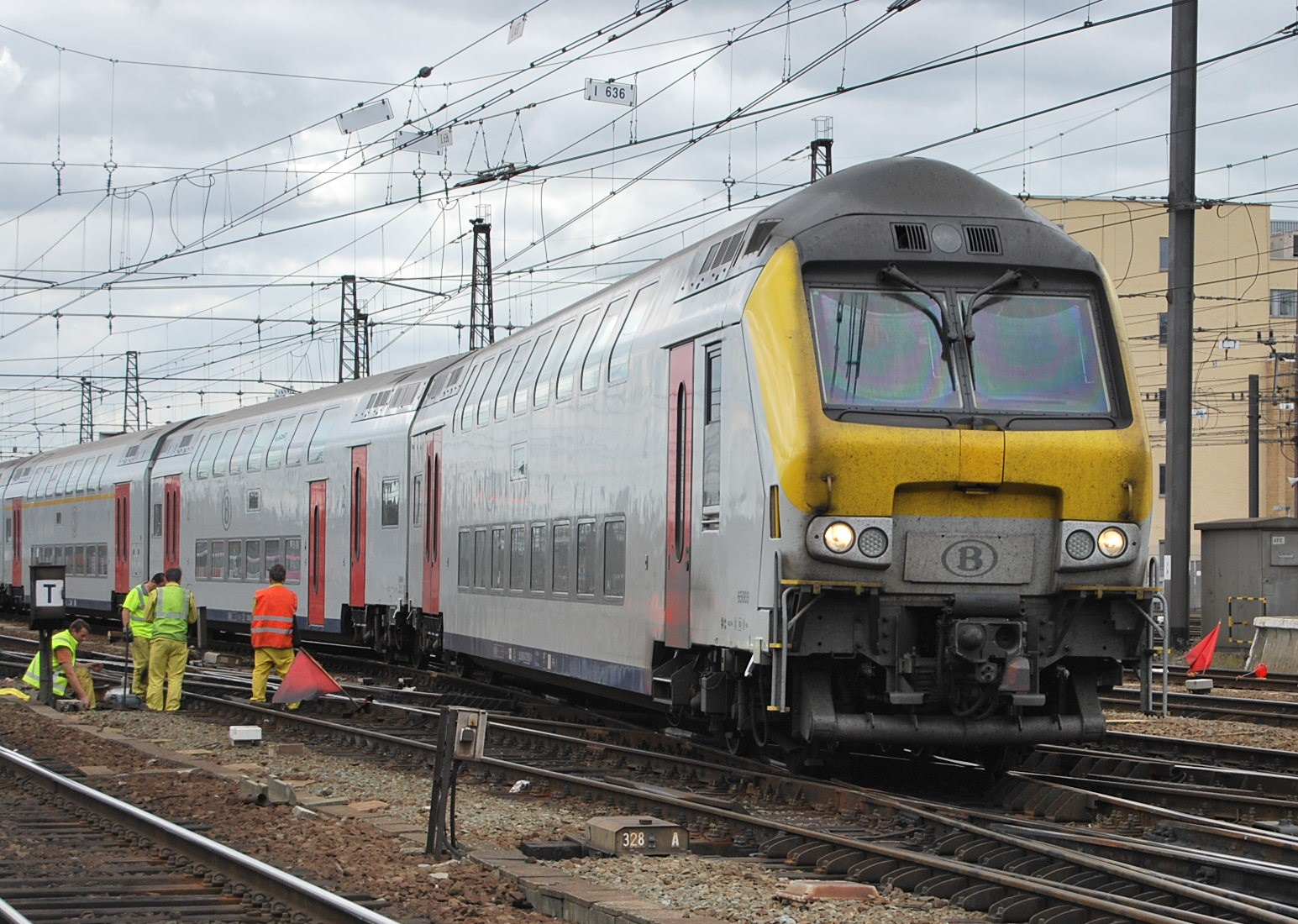
Een Belgisch M6-stuurrijtuig, met de GF-koppeling, te Brussel-Zuid.
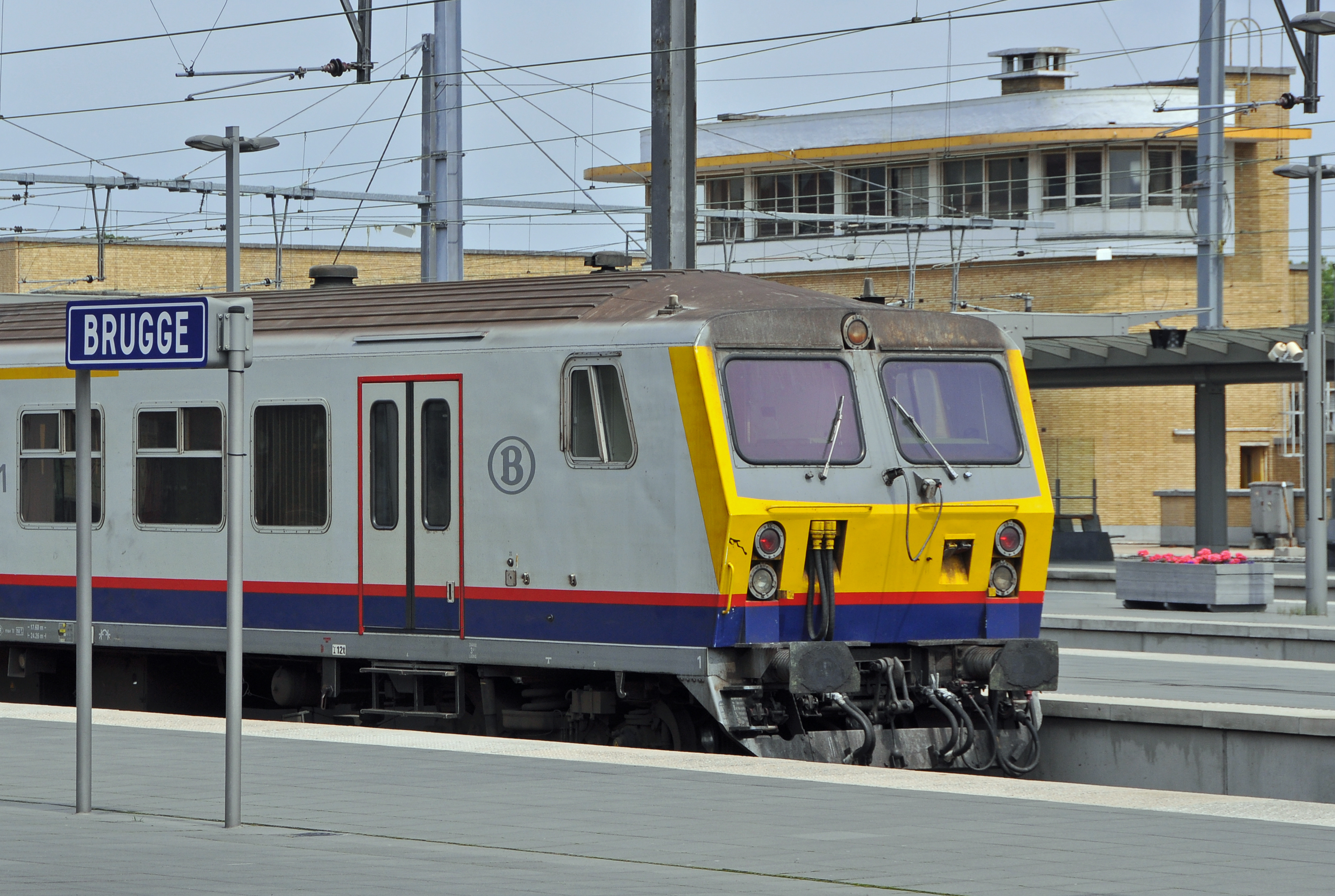
Een Belgisch M4-stuurrijtuig in het station van Brugge.